# Ernst Herhaus
Ernst Herhaus (Ründeroth, 6 februari 1932 - Kreuzlingen, 12 maart 2010), ook bekend onder de pseudoniemen Eugenio Benedetti en Clemens Fettmilch, was een Duits schrijver.

## Biografie
Ernst Herhaus groeide op in het Bergische Land ten oosten van Keulen. Na zijn studie werd hij eerst administratief medewerker in een ziekenhuis. In 1954, toen hij al verslaafd aan de drank was geraakt, gaf hij zijn burgerlijk bestaan op en begon aan een rusteloos leven dat hem naar München, Parijs, Frankfurt am Main, Wenen en Zürich voerde. Hij had verschillende banen en was onder andere toehoorder bij hoorcolleges van Adorno en Horkheimer, de grondleggers van de Frankfurter Schule. In 1965 vestigde hij zich in Frankfurt, waar hij bediende in een uitgeverij werd.
Herhaus' eerste roman, Die homburgische Hochzeit, kreeg overwegend positieve kritiek vanwege zijn stijl en zijn verbeeldingskracht. In 1972 publiceerde Herhaus op basis van bandopnamen van Jörg Schröder diens biografie Siegfried, een onthullend boek over het Duitse literaire leven, hetgeen hem een aantal veroordelingen opleverde. Zijn drankzucht had inmiddels levensbedreigende vormen aangenomen. Dankzij de AA slaagde hij er vanaf 1973 in om geleidelijk van zijn verslaving af te raken.
Over zijn bevrijding van het alcoholisme schreef Herhaus de daaropvolgende jaren een trilogie, waarin hij onder meer Ernst Jünger en de middeleeuwse Engelse non Juliana van Norwich, als hulp bij het afkicken van zijn verslaving vermeldde. Na een reis naar de Verenigde Staten in 1979, schreef hij zijn laatste roman, "Wolfsmantel". In 1980 was hij gastdocent aan de universiteit van Florida in Gainesville. In 1985 kreeg hij een beurs van het Duitse Fonds voor de Letterkunde.

## Werken
- Die homburgische Hochzeit München 1967
- Roman eines Bürgers München 1968
- Der Dummkopf Frankfurt 1970 (onder de naam Clemens Fettmilch)
- Die Eiszeit München 1970
- Die heilige Familie Frankfurt 1970 (onder de naam Eugenio Benedetti)
- Kinderbuch für kommende Revolutionäre München 1970
- Notizen während der Abschaffung des Denkens Frankfurt 1970
- Siegfried. Jörg Schröder erzählt Ernst Herhaus März, Frankfurt 1972. Reihe: März-Texte 2.- diverse herdrukken, laatste editie: Area, Erftstadt 2004 ISBN 3899960297. edities vanaf 1975 gecensureerd
  - Recensie: Dieter E. Zimmer: Ein Unikum von Enthüllungsbuch. Bombe im gelben Umschlag. Jörg Schröder, Chef des März-Verlags, rechnet mit seiner Vergangenheit ab in: DIE ZEIT Nr. 41, 13. Oktober 1972, S. 31
- Kapitulation. Aufgang einer Krankheit München 1977
- Der zerbrochene Schlaf München 1978
- Gebete in die Gottesferne München 1979
- Der Wolfsmantel Zürich 1983
- Phänomen Bruckner Wetzlar 1995
- Das Innere der Nacht Kreuzlingen 2002
- Meine Masken. Zum 70. Geburtstag des Dichters am 6. Februar 2002. Signathur, 2002 ISBN 3908141184

## Als uitgever
- Stationen. Piper-Almanach 1904-1964 München 1964 (met Klaus Piper)